# 圣博内德希拉克
圣博内德希拉克（法語：Saint-Bonnet-de-Chirac，法語發音：[sɛ̃ bɔnɛ də ʃiʁak]）是法国洛泽尔省的一个市镇，属于芒德区。

## 地理
圣博内德希拉克（44°30'30"N, 3°16'44"E）面积7.68 平方千米，位于法国奧克西塔尼大區洛泽尔省，该省份为法国南部内陆省份，北起上盧瓦爾省和康塔爾省，西接阿韦龙省，南至加尔省，东临阿尔代什省。
与圣博内德希拉克接壤的市镇（或旧市镇、城区）包括：帕耶尔、莱萨莱勒、科拉涅河畔堡。

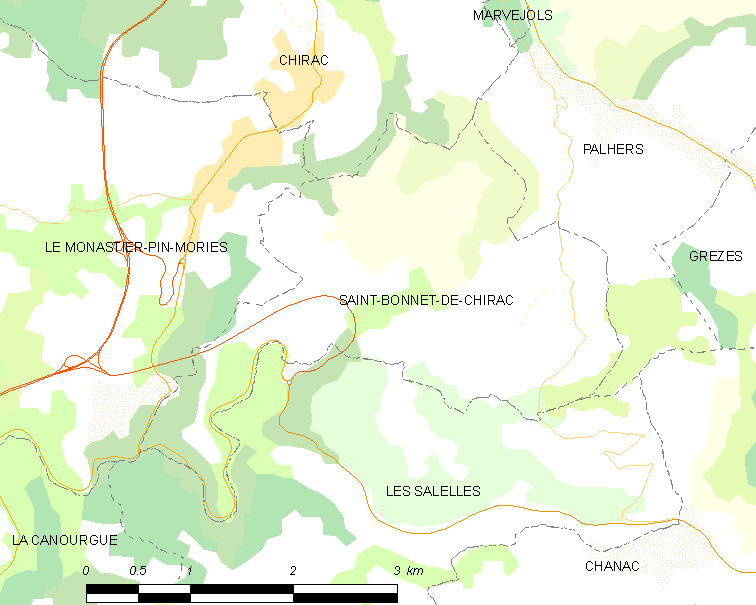
圣博内德希拉克的OSM定位图

圣博内德希拉克的时区为UTC+01:00、UTC+02:00（夏令时）。

## 行政
圣博内德希拉克的邮政编码为48100，INSEE市镇编码为48138。

## 政治
圣博内德希拉克所属的省级选区为科拉涅河畔堡县。

## 人口

1962-2008年间圣博内德希拉克人口变化图示

圣博内德希拉克于2022年1月1日时的人口数量为72人。